# بوزونات دبليو وزد
بوزونات دبليو وزد أو البوزوناتُ الواويَّة والعَينيَّة أو بوزون 
Z
 وبوزون 
W
 في الفيزياء (بالإنجليزية: 
Z
 boson ، 
W
  boson) هي جسيمات أولية تتوسط التآثر الضعيف. اعتبر اكتشاف هذه الجسيمات نجاحا كبيرا لنظرية النموذج العياري لفيزياء الجسيمات.
سمي الجسيم دبليو من الحرف الأول لكلمة weak من القوة النووية الضعيفة (بالإنجليزية: weak nuclear force) أما الجسيم زد سمي اعتباطا زد الحرف الأخير في الأبجدية اللاتينية لأنه اعتبر آخر جسيم يحتاج للاكتشاف[بحاجة لمصدر]. وهناك تفسير آخر للتسمية 
Z
 التي تأتي من كلمة صفر (بالإنجليزية: zero) لأنه لا يحمل شحنة كهربائية (أي شحنة صفر) .

## الخصائص الأساسية
يوجد نوعان من البوزونات دبليو واحد يحمل شحنة موجبة والآخر يحمل شحنة سالبة أو بتعبير آخر البوزون 
W+
 هو الجسيم المضاد للبوزون 
W−
. أما البوزون زد هو محايد كهربائيا وهو يشكل الجسيم المضاد لنفسه. الجسيمات الثلاثة لها عمر نصف قصير بحوالي 3×10−25 s.
هذه البوزونات هي ذات كثل ثقيل بالنسبة جسيمات أولية. تشكل كتلة الجسيمات دبليو وزد 80.4 GeV/c2 و91.2 GeV/c2، على التوالي، مائة مرة كتلة البروتون وهي أثقل من ذرة الحديد. ترجع أهمية كتلة هذه البوزونات لأنها تعمل كحامل قوة وبهذا تحد كتلتهما من مجال التآثر الضعيف. على الطرف النقيض القوة الكهرومغناطيسية لها مجال لانهائي لأن حامل قوتها (الفوتون) هو عديم الكتلة.
تمتلك الجسيمات الثلاثة لفا مغزليا مساوي لواحد. انبعاث بوزون 
W+
 أو بوزون 
W−
 يزيد وينقص الشحنة الكهربائية للجسيم الباعث بوحدة ويغير اللف بوحدة. وفي نفس الوقت يمكن للبوزون دبليو أن يغير جيل جسيم، على سبيل المثال يغير كواركا غريبا إلى كوارك علوي. لا يمكن للبوزون 
Z
 أن يغير لا الشحنة الكهربائية ولا أية شحنة أخرى (مثل السحر والغرابة) لذا فهو لا يغير الجيل أو النكهة ولكن يمكنه تغيير العزم المغزلي والزخم.

## وصلات خارجية
- مجلة فيزياء الجسيمات, المصدر الرئيسي للمعلومات حول خصائص الجسيمات.
- جسيمات W و Z في موقع Hyperphysics
- جسيم Z في موقع Everything2